# Prowincja Loreto
Prowincja Loreto – prowincja w regionie Loreto w Peru, ze stolicą w miejscowości Nauta.
Na terenie prowincji znajduje się Rezerwat Narodowy Pacaya-Samiria. Pokryty jest dżunglą i zamieszkany przez miejscową ludność indiańską.

## Podział prowincji
Prowincja Loreto dzieli się na pięć dystryktów:
- Nauta (Nauta)
- Parinari (Parinari)
- Tigre (Intutu)
- Trompeteros (Villa Trompeteros)
- Urarinas (Concordia)